# Volker Zotz
Volker Zotz (Landau in der Pfalz, 28 juni 1956) is een Oostenrijkse cultuurfilosoof en boeddholoog.
Zotz studeerde filosofie, geschiedenis en boeddhologie. In 1986 promoveerde hij aan de Universiteit van Wenen. Vanaf 1980 publiceerde Zotz vele essays, waaronder Geschichte der buddhistischen Philosophie. Hij publiceerde meer dan 25 boeken en vele artikelen over boeddhisme, confucianisme, surrealisme. Volker Zotz is een expert op het gebied van boeddhistische filosofie en Zuiver Land-boeddhisme. In 1989 vertrok hij naar Japan, waar hij assistent professor was in Kioto (1989-1999). Hij is professor godsdienstgeschiedenis aan de Universiteit van Luxemburg.